# Lijst van bouwwerken van Johannes Kayser
Dit is een lijst van bouwwerken van architect Johannes Kayser (1842-1917). 
Kayser was een Nederlands architect, die vooral actief was als bouwer en restaurateur van kerken. 
| Bouw       | Naam                                                                                 | Plaats                   | Bijzonderheden                                                            | Afbeelding |
| ---------- | ------------------------------------------------------------------------------------ | ------------------------ | ------------------------------------------------------------------------- | ---------- |
| 1872-1875  | Kerk van Sint-Pieter boven                                                           | Maastricht               |                                                                           |            |
| 1873-1876  | Basiliek van Onze-Lieve-Vrouw van het Heilig Hart                                    | Sittard                  |                                                                           |            |
| 1873-1874  | Klooster Liefdezusters van het Kostbaar Bloed                                        | Koningsbosch             |                                                                           |            |
| 1875-1877  | Heilig Hart van Jezuskerk                                                            | Oud-Caberg               | Toren uit 1900, uitbreiding koor 1936-1937                                |            |
| 1877-1878  | Matthiaskerk                                                                         | Posterholt               | Verwoest in 1945                                                          |            |
| 1877-1878  | Clemenskerk                                                                          | Merkelbeek               |                                                                           |            |
| 1878-1880  | Lambertuskerk                                                                        | Reuver                   |                                                                           |            |
| 1878       | Raadhuis                                                                             | Heerlen                  | Afgebroken 1941                                                           |            |
| 1878-1879  | Kloosterkapel huize Savelberg                                                        | Heerlen                  |                                                                           |            |
| 1880-1884  | Goltziusgebouw                                                                       | Venlo                    |                                                                           |            |
| 1881-1883  | Michaëlkerk                                                                          | Herten                   | Verwoest in 1945                                                          |            |
| 1882-1884  | Allerheiligste Verlosserkerk                                                         | Rotterdam                | Na brand in 1979 verbouwd tot appartementencomplex, zonder spits op toren |            |
| 1882       | Klooster Zusters Redemptoristinnen                                                   | Sambeek                  | Uitbreiding met kloosterkapel                                             |            |
| 1882       | Klooster Zusters Karmelitessen                                                       | Roermond                 |                                                                           |            |
| 1884       | Martinuskerk                                                                         | Stein                    |                                                                           |            |
| 1884-1885  | Raadhuis                                                                             | Venray                   |                                                                           |            |
| 1884-1887  | Lambertus en Genovevakerk                                                            | Holset                   | Restauratie en uitbreiding met kapel van bestaande kerk                   |            |
| 1885-1886  | Stieltjeskerk                                                                        | Rotterdam                | Afgebroken in 1976                                                        |            |
| 1885-1890  | Kapel op Algemene Begraafplaats                                                      | Maastricht               |                                                                           |            |
| 1886-1887  | Jozefkerk                                                                            | Smakt                    | Afgebroken in 1967                                                        |            |
| 1886-1888  | Catharinakerk                                                                        | Wellerlooi               | Verwoest in 1944                                                          |            |
| 1887-1888  | Corneliuskerk                                                                        | Borgharen                |                                                                           |            |
| 1887-1888  | Martinuskerk                                                                         | Holtum                   | Oudere toren geïntegreerd                                                 |            |
| 1887-1888  | Rochuskerk                                                                           | Rijkevoort               |                                                                           |            |
| 1889       | Eligiuskerk                                                                          | Schinveld                |                                                                           |            |
| 1890-1895  | Redemptoristenklooster                                                               | Wittem                   |                                                                           |            |
| 1890-1891  | Donatuskerk                                                                          | Altforst                 |                                                                           |            |
| 1890       | Gertrudiskerk                                                                        | Maasbracht               | Verwoest in 1944                                                          |            |
| 1890       | Kapel van de Zusters Ursulinen                                                       | Maastricht               |                                                                           |            |
| 1890-1891  | Johannes de Doperkerk                                                                | Merselo                  |                                                                           |            |
| 1891       | Mariapark                                                                            | Sittard                  |                                                                           |            |
| 1891-1892  | Bartholomaeuskerk                                                                    | Beek (Berg en Dal)       | Vergroting bestaande kerk                                                 |            |
| 1891-1893  | Paulus Bekeringkerk                                                                  | Vaals                    |                                                                           |            |
| 1895-1896  | Kapel in 't Zand                                                                     | Roermond                 | Torenspits 1924 vervangen door dakruiter ontworpen door Caspar Franssen   |            |
| 1898-1899  | Kapel voor klooster Zusters van Liefde van Jezus en Maria, Moeder van Goede Bijstand | Schijndel                |                                                                           |            |
| 1899       | School, behorend bij klooster Zusters Ursulinen                                      | Eijsden                  | Met Pierre Cuypers                                                        |            |
| 1899- 1901 | Kloosterkerk Zusters Onder de Bogen                                                  | Maastricht               |                                                                           |            |
| 1900-1902  | Dominicanenkerk                                                                      | Zwolle                   |                                                                           |            |
| 1900-1901  | Maria Geboortekerk                                                                   | Nijmegen                 | Voltooid door Jules Kayser in 1923-1924                                   |            |
| ca. 1900   | Kapel RK Weeshuis, Lenculenstraat/Verwerhoek                                         | Maastricht-Jekerkwartier |                                                                           |            |
| 1901-1903  | Alfonsiusklooster                                                                    | Velp (Noord-Brabant)     | Uitbreiding met nieuwe vleugel                                            |            |
| 1904       | Villa Ruwenbergstraat 4                                                              | Sint-Michielsgestel      |                                                                           |            |

## Referentie
- Archimon - Architects: J.H.J. Kayser (1842-1917)
- Kerkgebouwen in Limburg - Architect Johan Kayser